# Azytromycyna
Azytromycyna – organiczny związek chemiczny, antybiotyk makrolidowy, należący do grupy tzw. azalidów, o działaniu bakteriostatycznym, hamującym syntezę białek bakteryjnych. Charakteryzuje się wysoką koncentracją w zakażonych tkankach i długim okresem półtrwania. Występowanie i nasilanie się objawów niepożądanych jest mniejsze niż u erytromycyny.

## Mechanizm działania
Azytromycyna łączy się z podjednostką 50S rybosomu komórki bakteryjnej, przez co immobilizuje peptydylo-tRNA, hamując translację bakteryjnego mRNA i biosyntezę białek. Następuje przedwczesne zakończenie tworzenia łańcucha peptydowego i zahamowanie rozwoju bakterii.

## Aktywność
Azytromycyna wykazuje podobne spektrum działania do erytromycyny. Należy ona jednak do makrolidów drugiej generacji i odznacza się wyższą opornością wobec niskiego pH soku żołądkowego, większą biodostępnością i dłuższym czasem półtrwania. Wykazuje aktywność wobec następujących szczepów:
- Staphylococcus aureus
- Streptococcus agalactiae
- Streptococcus pneumoniae
- Streptococcus pyogenes
- Haemophilus ducreyi
- Haemophilus influenzae
- Moraxella catarrhalis
- Neisseria gonorrhoeae
- Chlamydia pneumoniae
- Chlamydia trachomatis
- Mycoplasma pneumoniae
- Helicobacter pylori
- Salmonella typhi

## Reakcje niepożądane[3]
- zaburzenia żołądkowo-jelitowe:
  - biegunka (3,6%)
  - nudności (2,6%)
  - bóle brzucha (2,5%)
  - wymioty (poniżej 1%)
- bóle i zawroty głowy (poniżej 2%)
- wysypki skórne
- nadkażenia Candida (zapalenie pochwy)
- eozynofilia i nieprawidłowe wyniki badań czynnościowych wątroby

## Przeciwwskazania[4]
- nadwrażliwość na antybiotyki makrolidowe
- okres karmienia piersią
- wskazana ostrożność u chorych z ciężkimi zaburzeniami czynności wątroby i nerek

## Ciąża
Ze względu na brak wiarygodnych badań, stosowanie u kobiety ciężarnej usprawiedliwione jest tylko w przypadku braku alternatywy terapeutycznej. W przypadku stwierdzenia ciąży u kobiety leczonej azytromycyną, należy ją uprzedzić o potencjalnym ryzyku uszkodzenia płodu.

## Preparaty handlowe
Azytromycyna dostępna jest w postaci tabletek, kapsułek, proszku lub granulatu do sporządzania zawiesiny, a także kropli do oczu.

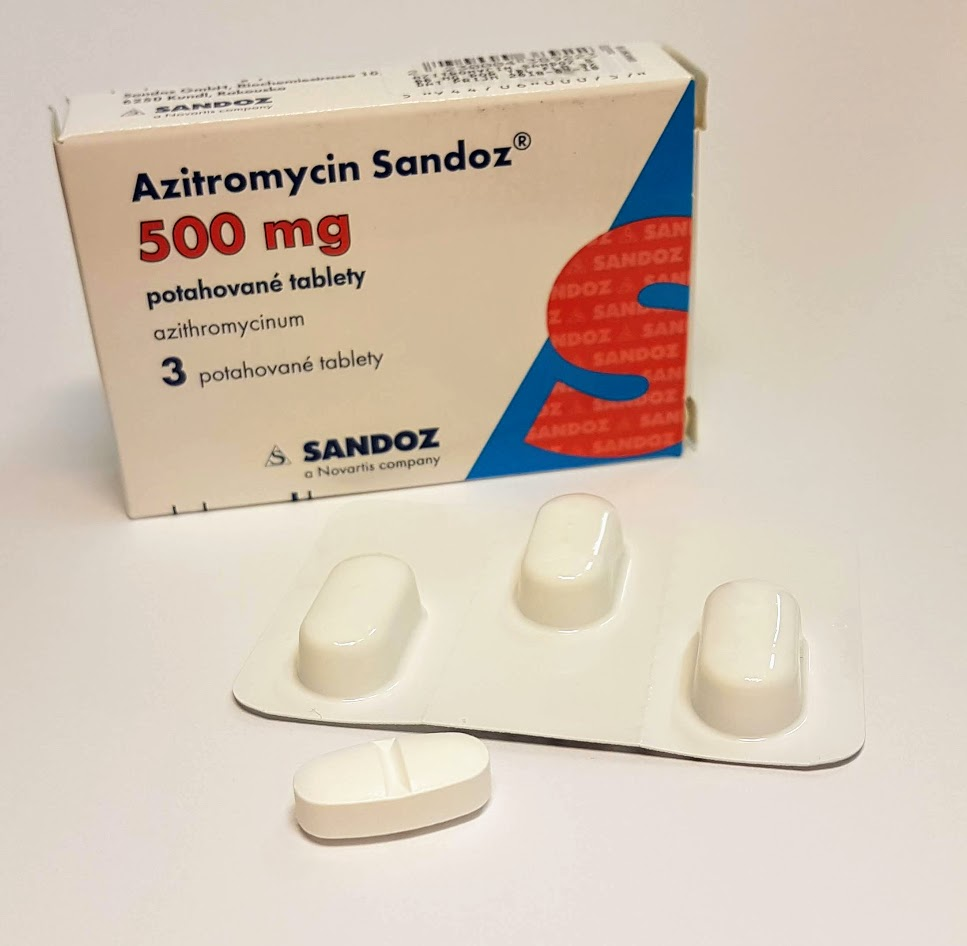
Azytromycyna w formie tabletek

Preparaty handlowe: Azibiot, Azimycin, Aziteva, Azithro-Mepha, Azithromycin-1A Pharma, Azithromycin Aurovitas, Azithromycin-Ratiopharm, Azitrin, Azitrogen, AzitroLEK, Azitrox, Azix, Azycyna, Azyter, Bactrazol, Canbiox, Macromax, Macromaxicn, Nobaxin, Oranex, Sumamed, Zetamax.